# Трубецкой, Юкка
Князь Юкка Трубецкой известен также, как Юкка Трубецков и Николя Барклай (настоящие имя и фамилия — Ю́рий Никола́евич Трубецко́й) (англ. Youcca Troubetzkoy;12 декабря 1905, Лос-Анджелес, Калифорния, США — 22 апреля 1992, Палм-Бич, Флорида , США) — франко-американский актёр кино русского происхождения.

## Биография
Эмигрант из рода Трубецких. Сын князя Николая Николаевича Трубецкого (1867—1949) и графини Екатерины Михайловны Мусиной-Пушкиной (1884—1972). Брат Игоря Николаевича Трубецкого, автогонщика.
В 1920-х и 1930-х годах снимался во французских и американских кинофильмах. С 1924 по 1939 год сыграл в 24 фильмах.

## Избранная фильмография

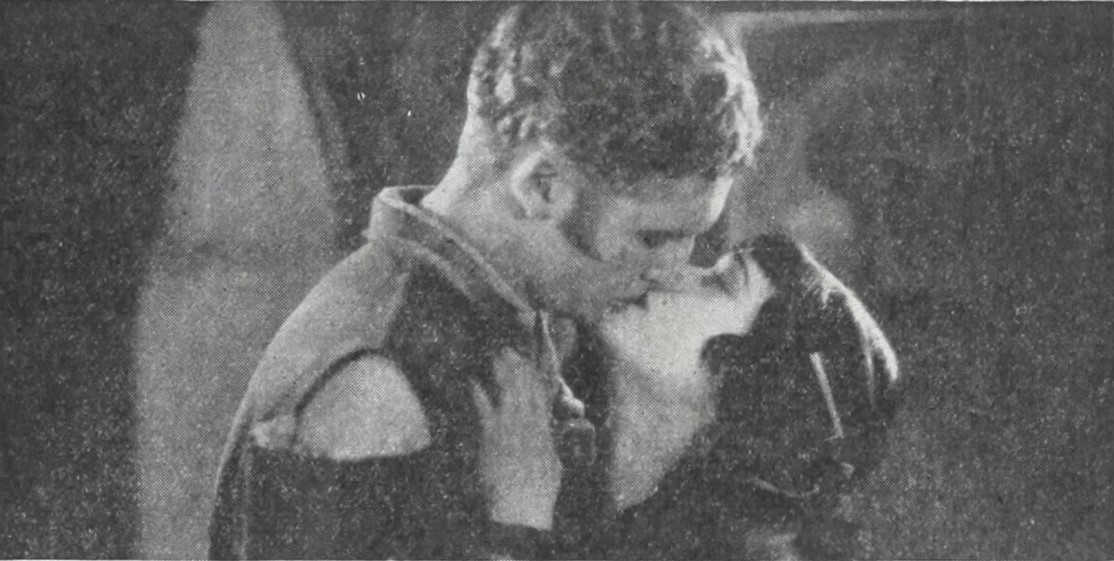
Юкка Трубецкой и Пола Негри в фильме «Цветок ночи»

- 1939 — Дикая бригада — Борис Мирский
- 1939 — Серж Панин — Серж Панин
- 1939 — Закон Севера — Эллис
- 1937 — Красная танцовщица
- 1937 — Ложь Нины Петровны
- 1934 — Московские ночи — капитан Алев
- 1933 — Идиллия Каира — Периклес Пьетро Кочино
- 1933 — Сто тысяч франков за поцелуй[фр.]
- 1932 — Украдите меня — Ага
- 1930 — Добродетельный грех — капитан Собакин
- 1930 — В погоне за радугой — Лэннинг
- 1930 — Госпожа Сатана
- 1929 — Его славная ночь — фон Бергман
- 1928 — Цирюльник Наполеона — французский офицер
- 1927 — Король королей — принц Египта
- 1926 — Прекрасный обманщик — Герберт Дэнджерфилд
- 1925 — Цветок ночи — Джон Бассет
- 1925 — Павлиньи перья — Лайонел Кларк
- 1924 — Фру-Фру — Поль де Вальреас